# 阿鳥誠
阿鳥 誠（あとり まこと、（本名非公開）1996年〈平成8年〉4月26日- ）は、日本のYouTuber、歌手、ミュージシャンである。2016年12月18日にメインチャンネルを開設。
スターミュージック・エンタテインメント所属。略称はアトマコ。

## 概要
2025年2月12日現在、メインチャンネル「阿鳥誠/アトリマコト」のチャンネル登録者数は84.2万人で総再生回数は10億6089万回である。
小中学生から大人まで幅広い層の視聴者がおり、「あるある」ネタやアニメ動画、替え歌などが人気。

## 略歴
- 2016年12月18日、メインチャンネルの阿鳥誠/アトリマコトを開設。
- 2018年2月5日、サブチャンネルのマコトノアトリエ を開設。
- 2019年11月4日、阿鳥誠/アトリマコトのチャンネル登録者数が10万人達成[動画 3]。
- 2020年8月8日、阿鳥誠/アトリマコトのチャンネル登録者数が20万人達成。
- 2020年12月18日、YouTubeチャンネル「KYS動画研究所」とコラボ[動画 4]。
- 2021年6月4日、KADOKAWAのアニメチャンネル「ペケペケ！ペケッツくん」とコラボ[3]。
- 2021年8月1日、同日アップロードされたアニメ動画にてグッズが販売されることが明らかになった[動画 5]。
- 2021年8月12日、自身のオリジナル曲であるロマンス童話・夏とコンビニを配信リリース[4]。
- 2021年12月4日、阿鳥誠/アトリマコトのチャンネル登録者数が40万人達成。
- 2022年3月11日、YouTubeチャンネル「ぱじゃまる」とコラボ[動画 6]。
- 2022年8月5日、YouTubeチャンネル「大学生ズの恋。」とコラボ[動画 7]。
- 2022年8月10日、阿鳥誠/アトリマコトのチャンネル登録者数が50万人達成[5]。
- 2022年8月19日、LINEスタンプ第1弾を発表＆販売が決定した[動画 8]。
- 2023年1月1日、LINEスタンプ第2弾の発表&販売が決定した[動画 9]。
- 2023年5月18日、阿鳥誠/アトリマコトのチャンネル登録者数が60万人達成[6]。
- 2023年7月30日、声優オーディションにて優勝、入賞したストリーマー、TikToker、インスタグラマーが同日アップロードされたあるある動画にて声、名前のみ出演[動画 10]。
- 2023年10月29日、阿鳥誠/アトリマコトのチャンネル登録者数が70万人達成。
- 2023年12月18日、YouTubeチャンネル「ブラックチャンネル」とコラボ[動画 11]。
- 2024年5月11日、YouTubeチャンネル「ヒロたま！ヒロくん」とコラボ[動画 12]。
- 2024年7月20日、阿鳥誠/アトリマコトのチャンネル登録者数が80万人達成。
- 2024年7月26日、サブチャンネル名が マコトノアトリエ → アトマコさんっ！にリニューアル [動画 13]。
- 2024年9月20日、無期限活動休止を発表[動画 14]。
- 2025年1月2日、活動再開を発表[動画 15]。

## キャラクター
本項ではあるある動画やアニメに登場するキャラクターについて記述する。どのキャラもCVは阿鳥誠本人。

### アトリマコトの家族

#### アトリマコト
あるある、アニメの主人公。いつも青い服を着ている。同じクラスのさくらちゃんに恋しており、タカシと仲が良い。血液型はAB型である。ホタテとピーマンが嫌い。ニックネームは、「闇の騎士三世」。

#### マコトのお母さん
アフロヘアでパーマをかけている。いつもマコトを叱っており、いびったり、怒りっぽい。赤いエプロンに緑のシャツの姿は、数年前に完全体として目標にした服装で昔に記録した動画が入っているカメラがマコトに発見された。好物はホタテ。

#### お父さん
アトマコのお父さん。渋い声をしている。家族の中では常識者。シイタケが嫌い。

#### お姉ちゃん
マコトのお姉ちゃん。サバサバしている一面がある。母によく似ており、そのためかうるさい一面もある。

### 阿鳥小・阿鳥中の生徒

#### 田中タカシ（たなか タカシ）
いつも緑色の服を着ている坊主の男の子。作中ではマコトやケンジと仲がよく、いつも一緒にいることが多い。いつの間にか住み着いた犬を「犬」と名づけて飼っている。

#### 山西ケンジ（やまにし ケンジ）
マコトとタカシと仲が良く頭が良い。作中では円周率の記憶力の良さを披露した。

#### 太田カケル（おおた カケル）
食べることが大好きな少年。黄色の服をよく着ており、太っている。怒らせてしまうと怖い。サイコパスな一面がある。マコトにおちょくられる度にブチギレて物を破壊するか脅しをかけてくる。吉田サヲリに好意を抱いており、名台詞は「ラーメンの汁にぶち込むぞ!!」。

#### 春風さくら（はるかぜ さくら）
ピンクの服を着ている女の子。鈍感で天然な一面がありアトリマコトに片思いされている。血液型はO型、実は料理が下手でしばしば料理をすることがあるが、作られるのはきまってダークマターである。

#### 星月マナ（ほしつき マナ）
マコトのことが好きで度々謎な言動や行動をする一面がある。雰囲気や言動は優等生っぽいが成績はマコトに並ぶくらい悪い。何故か中学、高校生回には登場しない。

#### 南野くん（みなみのくん）
マコトの同級生。低学年、中学年の頃はハイテンションな性格だったが、高学年になってからは大人しくなった。

#### 桐山翼（きりやま つばさ）
坊主頭の姿でよく鼻水を垂らしている。マコトとはかなり仲が悪いためか濡れ衣を着せられることがある。

#### 竹中全兵衛（たけなか ぜんべい）
『はい論破ぁ！！！』が口癖のメガネの少年。何度か先生を論破したことがある。マコトに『はい論破ぁ！！！』といって焦らせている場面が多い。

#### 小平くん（しょうへいくん）
体が小さく、おっとりした性格であり、小学六年になると大人よりも高身長になる。髪の色はピンク。

#### フミちゃん
ボブのような髪型をしている。目が細い。登場回数は少ない。

#### ジンくん
実家がお金持ちの少年で金銭感覚の狂った男の子。一回詐欺師に騙されかけたことがある。

#### 天使ちゃん（エンジェルちゃん）
小学生時代は効果音を口に出す不思議ちゃんだったが中学生になるとギャル風の女の子に一変する。時々若手言葉のような謎造語を言い出す。

#### 佐藤ゆい（さとう ゆい）
図書委員をやっていて、ケンジに好意を抱いている。

#### ヒカリちゃん
表ではぶりっ子を演じるが、裏ではクラスメイトなどの愚痴を言っている。愛称はヒカリン。

#### 吉田サヲリ（よしだ サヲリ）
甲高い声と怪力が特徴の女の子。カケルに片思いされている。カケルに焼肉屋の食べ放題で店を赤字にしようと言ったことがある。

#### 中西さん（なかにしさん）
不良のような見た目をしているが実は優しい。マコトと共通の趣味で友達になった。ドムとジョニー（ドムジョニ）というもので知り合った。

#### 戸江洲句引(どえす くいん)
阿鳥中を乗っ取ることが野望の転校生。ドSを気取っているが実は天然のドジっ子。メガネが特徴。実は優しい。

#### 小柴楓（こしば かえで）
小悪魔的な存在でマコトを弄ぶ。

#### 荒川みく（あらかわ みく）
女子の出席番号1番で男子の出席番号1番であるマコトと当番がかぶり、よくトラブルになる。

#### 八御津馬ー（はちみつ うまー）
初見でよく名前を間違えられる。やおづうまかずではない。

#### 優男くん（やさおくん）
小学生の頃は良い子だったが、中学生でグレてヤンキーになる。

#### 花子さん（はなこさん）
霊感がありマコトたちをビビらせている。至って本人はまじめである。

#### 平和くん（へいわくん）
侍に憧れている少年。そのせいか口調はおろか衣服も真似している。

#### まさき
眼鏡を掛けている。登場回数は少ない。

#### 北羽まさし（ぼくわ まさし）
マコト達の同級生。阿鳥中学校の新しい校歌を歌う時に皆校歌の歌詞が分からない中､「僕は～まさし」という歌を歌った。中学の卒業証書授与の際に初めて名字が判明した。

#### めいちゃん
たかしの従姉。たかしをこき使っている。

#### ラツェパンサー
作画崩壊の世界で出てきた謎の同級生。クラスラインの会話に出てくるなど作画崩壊の世界に限った人物ではない模様。実は給食メニューに牛肉のラツェパンサー焼きというメニューで出てきていた。

#### 霧斗
いじめっ子。よくマコトをからかうが、ツンデレな時もある。マコトにいじられたこともある。

#### 村橋くん
阿鳥中随一の温厚な子だったがマコトに怒っているところを見られ本性がバレてしまった。

### 阿鳥小学校の担任

#### 阿鳥小学校の先生
マコトのクラスの担任の先生。優しい性格であり生徒からも人気がある。実はさくらちゃんの叔母。

#### 春風恭子（はるかぜ きょうこ）
ショートヘアで目の細いマコトたちの担任。温厚な性格で面倒見が良い。実はさくらちゃんの11歳上の姉でさくらちゃんの従姉妹という裏設定がある。

#### 樋口先生（ひぐちせんせい）
阿鳥小の先生。よく謎のルールを押し付けており、生徒からは嫌われている。ある日、マコト達の担任の代理を1日することになった際に10分の遅刻をしマコトに反省文を150枚書かされた。

#### 校長
眼鏡と薄毛が特徴的な先生。作中ではおかしなことを言い出したりトラブルを起こす。夏休みの延長を決行したこともある。

### 阿鳥中学校の担任

#### 山本先生
阿鳥中の教師。センター分けの先生。よくデズニーランドに出張する。たまに原因不明の厨二病にかかり休む。

#### 鬼恐柴喜（おにこわ しばき）
阿鳥中で山本先生の代理で来た怖そうなのに優しい先生。普段は3年の担任と生徒指導をやっている。

#### 中谷弘人
表は怖い先生。実は双子で、よく赤ちゃんのコスプレをする。全校集会中に黒歴史を公開してしまったこともある。

#### 有智鵜武男（ゆうち うぶお）
阿鳥中に転勤して来たYouTuber気質の教師。昔からかなり変わったことというあるある動画でユーチューバーで10万人を達成していた。

### その他のキャラ

#### おじいちゃん
マコトの祖父。マコトにおもちゃを買ってあげたりしている。訳のわからないことを言う時がある。マコトのことをよく「マコ坊」と呼んでいる。

#### おばあちゃん
マコトの祖母。方言がすごく、言っていることが支離滅裂な一面がある。

#### 七瀬未来（ななせ みらい）
さくらちゃんの親友でこっそりYouTube活動やモデルの仕事をしている。

#### 優市杉子（やさし すぎこ）
七色中学校に赴任だったが間違えて阿鳥中に来てしまった先生。優しすぎて授業をなしにすることもしばしば。

#### 田中あかり（たなか あかり）
タカシの母親。超がつくほどの過保護で、滅多に怒ることはない。

#### タカシの犬
タカシの家の庭に住み着いていた犬。タカシのために体操服を届けてあげたこともあるが、実際は家に忘れてきていた。飼い主のタカシと顔が似ている。

#### 中山阿鳥（なかやま あとり）
病院に来ていた患者。マコトと名前がかぶり面倒なことになった。

#### Cry Baby
授業参観で泣いていた赤ちゃん。マコトと顔が似ている。誰の弟かは明かされなかった。

#### 闇の騎士三世（やみのきしさんせい）
マコトのオリジナルネーム。ニックネームに使っている。またの名をカブトムシ先生・闇の寿司三世・闇の紙賛成という。

#### 詐欺師
マコトのおばあちゃんやジンくんを騙したことがある。サングラスが特徴的。

#### モフ次郎
ヘアピンに書いてるキャラ。山本先生に校則に違反していると注意された。ピンクの毛が特徴的。ヘアバンドもある。

#### アトマコ
マコトの世界で小中校生に人気。代表作は「ティッシュ食べてみた」である。

#### ダークアトマコ
作画崩壊により、裏世界から来たアトマコ。教師をしたり医者をしたりと正体は不明である。

#### 上杉くん
質問コーナーで出てきたキャラ。

#### マサル
マコトの影武者をしていた男子。関西弁で喋っており、マコトと違って頭も良い。

#### ユラ
タカシの影武者をしていた女子。

## オリジナル曲
- 楽曲はApple Music、LINE MUSICなど主要音楽サイトで聴くことができる。
- 本人が作成したアニメ、あるある動画のエンディングテーマに下記の曲を使用している。

### オリジナル曲
| MV公開日      | タイトル             | 作詞・作曲   | 備考                                                                |
| ------------- | -------------------- | ------------ | ------------------------------------------------------------------- |
| 2018年5月30日 | 君と僕               | アトリマコト | 初のオリジナル曲。                                                  |
| 2021年1月29日 | ロマンス童話         | アトリマコト | 初のエンディング曲。                                                |
| 2021年8月10日 | 夏とコンビニ         | アトリマコト |                                                                     |
| 2022年1月21日 | ダークヒーロー       | アトリマコト |                                                                     |
| 2022年8月10日 | 破壊の魔法！         | アトリマコト |                                                                     |
| 2023年1月20日 | パラレルワールド     | アトリマコト |                                                                     |
| 2023年8月11日 | 怪盗X                | アトリマコト |                                                                     |
| 2024年1月26日 | ファイナルバトル     | アトリマコト |                                                                     |
| 2024年8月11日 | ダンスは急に踊れない | アトリマコト | アトリマコトが同年9月20日に無期限活動休止する前にリリースした楽曲。 |

### 動画
1. ↑  阿鳥誠/アトリマコト (2022-04-26), 【質問コーナー】今日誕生日？！作画崩壊して！大変なことになったwwwww 2025年4月12日閲覧。
2. ↑   (日本語) 【アニメ】初詣のお願い事大声で言うやつwwwww 2024年1月6日閲覧。
3. ↑   (日本語) 【10万人記念】ハッピーエンド / back number〈Cover〉by 阿鳥誠 2022年10月29日閲覧。
4. ↑   (日本語) 【替え歌】歌詞を真逆の真逆にしたら世界滅亡した「香水」【KYS動画研究所コラボ】 2024年1月20日閲覧。
5. ↑   (日本語) 【アニメ】タカシからお知らせがあるらしいですwwwww 2023年8月14日閲覧。
6. ↑   (日本語) 【アニメ】間違えて知らない人に声かけてしまったwww【コラボ】 2023年8月14日閲覧。
7. ↑   (日本語) 【アニメ】迷子なのにカッコつける子供wwwww【大学生ズの恋。コラボ】 2023年8月14日閲覧。
8. ↑   (日本語) 【アニメ】とうとうアレが…！！？！【お知らせ】 2023年8月15日閲覧。
9. ↑   (日本語) 【アニメ】お年玉の中身ヤバすぎるやつwwwww 2023年8月15日閲覧。
10. ↑   (日本語) 【あるある】転校生が来た時にありがちなことwww【15選】 2023年8月15日閲覧。
11. ↑   (日本語) 【アニメ】友達がYouTubeで大成功してたwwwww【ブラックチャンネル】 2024年1月3日閲覧。
12. ↑   (日本語) 【アニメ】遠足で他校の先生に怒られるやつwwwww【コラボ】 2024年5月11日閲覧。
13. ↑  阿鳥誠/アトリマコト (2024-07-26), 【アニメ】新エンディングがなんか面白いwwwww 2024年7月26日閲覧。
14. ↑  阿鳥誠/アトリマコト (2024-09-20), 【お知らせ】少しの間動画をお休みします！！ 2024年9月20日閲覧。
15. ↑  阿鳥誠/アトリマコト (2025-01-02), ただいま。活動を再開します。【アトリマコト】 2025年1月2日閲覧。
16. ↑  阿鳥誠/アトリマコト (2024-07-17), 天才に円周率聞いた結果wwwww 2025年4月11日閲覧。
17. ↑  阿鳥誠/アトリマコト (2024-03-09), 【あるある】卒業式に1人はいる返事wwwww #Shorts 2024年9月9日閲覧。
18. ↑  阿鳥誠/アトリマコト (2023-01-17), 【あるある】給食中によく起きる事件www【15選】 2025年3月27日閲覧。
19. ↑  阿鳥誠/アトリマコト (2023-12-31), 【アニメ】アトリマコトの秘密を暴露してみたwwwww 2025年2月28日閲覧。
20. ↑   (日本語) 【泣ける曲】"僕は君にナイフを突き立て笑った” 『君と僕』 【MV】 2023年8月15日閲覧。
21. ↑   (日本語) 【エンディング】"ちょっとまってよ王子様”「ロマンス童話」阿鳥誠【MV】 2023年8月15日閲覧。
22. ↑   (日本語) 【MV】夏とコンビニ / アトリマコト 【EDテーマソング】 2023年8月15日閲覧。
23. ↑   (日本語) 【エンディング】ダークヒーロー / アトリマコト【MV】 2023年8月15日閲覧。
24. ↑   (日本語) 【エンディング】破壊の魔法！ / アトリマコト【MV】 2023年8月15日閲覧。
25. ↑   (日本語) 【エンディング】”ちょっとお姫様！”「パラレルワールド」【MV】 2023年8月15日閲覧。
26. ↑   (日本語) 【エンディング】怪盗X / アトリマコト【MV】 2023年8月15日閲覧。
27. ↑   (日本語) 【エンディング】ファイナルバトル / アトリマコト【MV】 2024年1月26日閲覧。
28. ↑  (日本語)【エンディング】ダンスは急に踊れない / アトリマコト【MV】 2024年8月11日閲覧。